# Lotte in Weimar

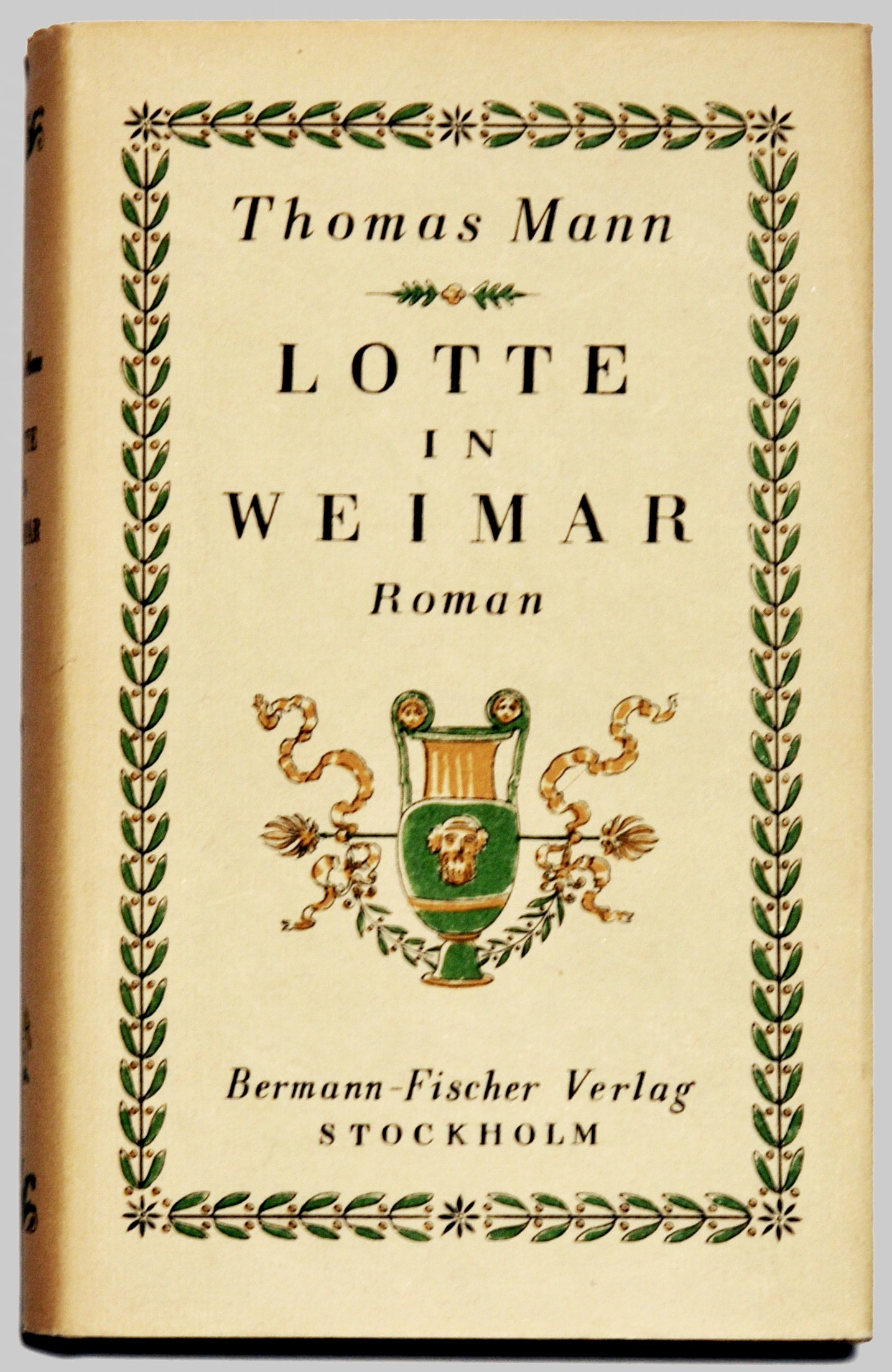
Erstdruck von 1939 mit Original-Verlagsumschlag

Lotte in Weimar ist der Titel eines 1939 veröffentlichten Romans von Thomas Mann. Erzählt wird in einer Mischung aus Wirklichkeit und Fiktion die Weimar-Reise Charlotte Kestners 1816. Sie inspirierte 44 Jahre zuvor den Dichter Johann Wolfgang Goethe zu seinem Jugendwerk mit autobiographischen Bezügen, Die Leiden des jungen Werthers und ist als „Lotte“ zum weiblichen Idol der Sturm-und-Drang-Zeit geworden. Nun will sie ihren inzwischen zur internationalen Berühmtheit aufgestiegenen Freund wiedersehen.

## Inhalt

### Überblick
Charlotte Kestner trifft mit Tochter Charlotte und Zofe Klara am 22. September 1816 frühmorgens kurz nach acht mit der Postkutsche in Weimar ein und logiert im Gasthof „Zum Elephanten“, dem ersten Haus am Platze. Ihr Ruf, das „Urbild“ der Lotte in Die Leiden des jungen Werthers, dem erfolgreichsten Roman der Sturm und Drang-Epoche, zu sein, hat sie über die Jahrzehnte begleitet. Noch bevor sie ihre Schwester Amalie Ridel, den offiziellen Grund ihrer Reise, besucht, teilt sie sofort dem „[v]erehrten Freund“ Goethe in einem kurzen Brief ihre Ankunft mit. Im zweiten Kapitel, während sie sich von den Reisestrapazen ausruht, denkt sie an das Dreiecksverhältnis mit dem jungen Dichter und ihrem Verlobten Johann Christian Kestner zurück.
Kaum einlogiert, hat sich ihre Ankunft in der kleinen Residenzstadt herumgesprochen und die ersten Besucher melden sich an, welche die berühmte Werther-Lotte sehen wollen und sie über den Dichterfürsten und die Weimarer Gesellschaft informieren. Der Kellner Mager, ein enthusiastischer Goethe-Kenner, hält mit seiner zitatenreichen Redseligkeit ihr Programm auf und erregt ihren Unmut (Kap. 1). Anschließend drängt sich Miss Rose Cuzzle, eine junge irische Zeichnerin (eine fahrende Stümperin wird Charlotte sie später nennen) hartnäckig in ihr Zimmer, deren Hobby das Skizzieren von Berühmtheiten ist und die ihre Sammlung durch ein Lotte-Porträt erweitert (Kap. 2). Darauf geben sich einige Besucher die Klinke in die Hand, die sie v. a. als Medium benutzen, um sich über ihr ambivalentes, zwischen Bewunderung und Abhängigkeit schwankendes Verhältnis zu Goethe auszusprechen: Riemer, der ehemalige Privatlehrer von Goethes Sohn (Kap. 3), Adele, die 19-jährige Tochter der Salonnière und Schriftstellerin Johanna Schopenhauer, beide mit Goethe befreundet (Kap. 4 und 5), und August von Goethe (Kap. 6). Ihrer aller Leben – wie auch das Charlottes – hat Goethe tief beeinflusst und nicht nur beglückt.
Der Geheime Rat selbst tritt erst im letzten Romandrittel auf (Kap. 7 und 8) und lädt Charlotte zum Mittagessen ein. Hier begegnet sie einem freundlich distanzierten Gastgeber, der die Zeit seiner Jugendliebe in einem ständigen Wandlungsprozess schon lange verarbeitet hat. Zu einer persönlichen Aussprache kommt es erst am Schluss bei einer surrealistisch-traumhaften Begegnung der beiden in Goethes Kutsche (Kap. 9).

### Hofrätin Charlotte Kestner

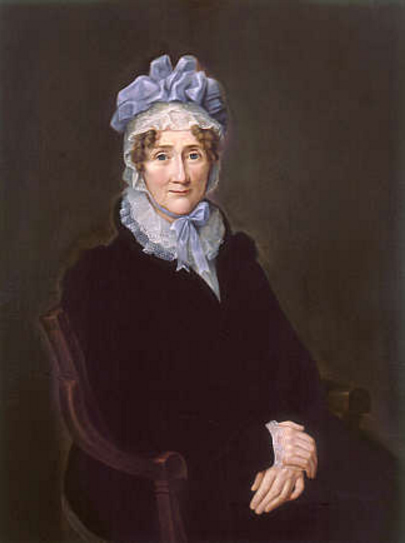
„Charlotte Kestner mit blauer Haube“ (Kopie Christian Ahrbecks nach einem Ölgemälde Johann Ludwig Hansen dem Älteren (1820))

Die Hofrätin trägt seit vierundvierzig Jahren eine „alte, unbeglichene, quälende Rechnung“, wie sie Riemer bekennt, mit sich herum. Sie nennt das quälende Rätsel beim Namen: „Dichter – Genügsamkeit“, „Genügsamkeit mit Schattenbildern“, „Genügsamkeit der Poesie“, schließlich gar „Genügsamkeit des Kusses, aus dem, wie er [Goethe] sagt, keine Kinder werden.“ Diese Aussagen beziehen sich auf die im Werther erzählte tragische Liebesgeschichte, zu der sie, ihr Verlobter und der Gerichts-Praktikant die Vorlagen lieferten, für deren Authentizität sich das Publikum interessiert. Der junge Dichter, so erinnert sich Charlotte (Kp. 2), das war „der tolle Junge“, der sie „von Herzen geküsst“ hatte, „halb Wirbelwind, halb Melancholicus […] ein merkwürdiger Mensch […] barock wohl zuweilen von Wesen, in manchen Stücken gar nicht angenehm, aber so voller Genie und eigentümlich ergreifender Besonderheit.“ Er hatte ihr den Hof gemacht, aber entschieden hatte sie sich für ihren braven Hans Christian, der ältere Rechte hatte. „[N]icht nur, weil Liebe und Treue stärker gewesen waren als die Versuchung, sondern auch kraft eines tiefgefühlten Schreckens vor dem Geheimnis im Wesen des Anderen“, dieses „Unmensch[en] ohne Zweck und Ruh“. Andererseits, sinniert sie, sei es sonderbar, „dass ein Unmensch so lieb und bieder, ein so kreuzbraver Junge sein konnte“. Charlotte erklärt ihrem Besucher Riemer (Kap. 3), ein hinzukommender „Dritter“ sei der Jüngling Goethe gewesen, der sich als „der liebe Teilnehmer“ gleichermaßen an sie und ihren braven Verlobten angehängt habe: „Er kam von außen und ließ sich nieder auf diesen wohlbereiteten Lebensumständen, […] war verliebt in unsere Verlobtheit.“ Gekränkt, dabei verstärkt mit dem Kopf zitternd, einem Altersleiden, beklagt sich die 63-Jährige: „In ein gemachtes Nest“ habe er „das Kuckucksei seines Gefühls gelegt“. Sie finde kein anderes Wort dafür als „Schmarutzertum“. Um „die Liebe zu einer Braut“ sei es dem Dichterjüngling gegangen, der Braut eines Anderen. Dabei habe er die Freundschaft mit dem Bräutigam missbraucht und hinter dessen Rücken die Braut mit Liebesschwüren verunsichert, ohne selbst Heiratsabsichten zu haben. Diese „Genügsamkeit“ ist ihr 44 Jahre lang ein Rätsel geblieben und sie reflektiert über ihre Rolle als Mittel zum Zweck und über die Wirklichkeit und Möglichkeiten des Lebens. Trotz einem zufriedenen Familienleben mit dem zuverlässigen und treusorgenden Kestner hat Charlotte die Gedanken über ein alternatives Leben nie gänzlich verdrängen können und sie hat Erinnerungsstücke aufbewahrt für ein, wie sie Adele Schopenhauer erzählt, im Deutschordenshof in Wetzlar einzurichtendes kleines Museum. Dem alten Freund will sie in einem weißen Kleid mit roten Schleifen, das sie nach dem alten Muster hat schneidern lassen, entgegentreten und sie ist neugierig, wie er auf den „Scherz“ reagieren wird.

### Kellner Mager (Kap. 1)
Dem Kellner Mager gilt sowohl der erste als auch der letzte Satz des Romans: „Der Kellner des Gasthofes ‚Zum Elephanten‘ in Weimar, Mager, ein gebildeter Mann, hatte an einem fast noch sommerlichen Tage ziemlich tief im September des Jahres 1816 ein bewegendes, freudig verwirrendes Erlebnis.“ Und am Schluss heißt es: „Frau Hofrätin“, begrüßt er Charlotte, „willkommen wie immer! Möchten Frau Hofrätin in unserem Musentempel einen erhebenden Abend verbracht haben! Darf ich diesen Arm offerieren zur sicheren Stütze? Guter Himmel, Frau Hofrätin, ich muß es sagen: Werthers Lotte aus Goethes Wagen zu helfen, das ist ein Erlebnis – wie soll ich es nennen? Es ist buchenswert.“

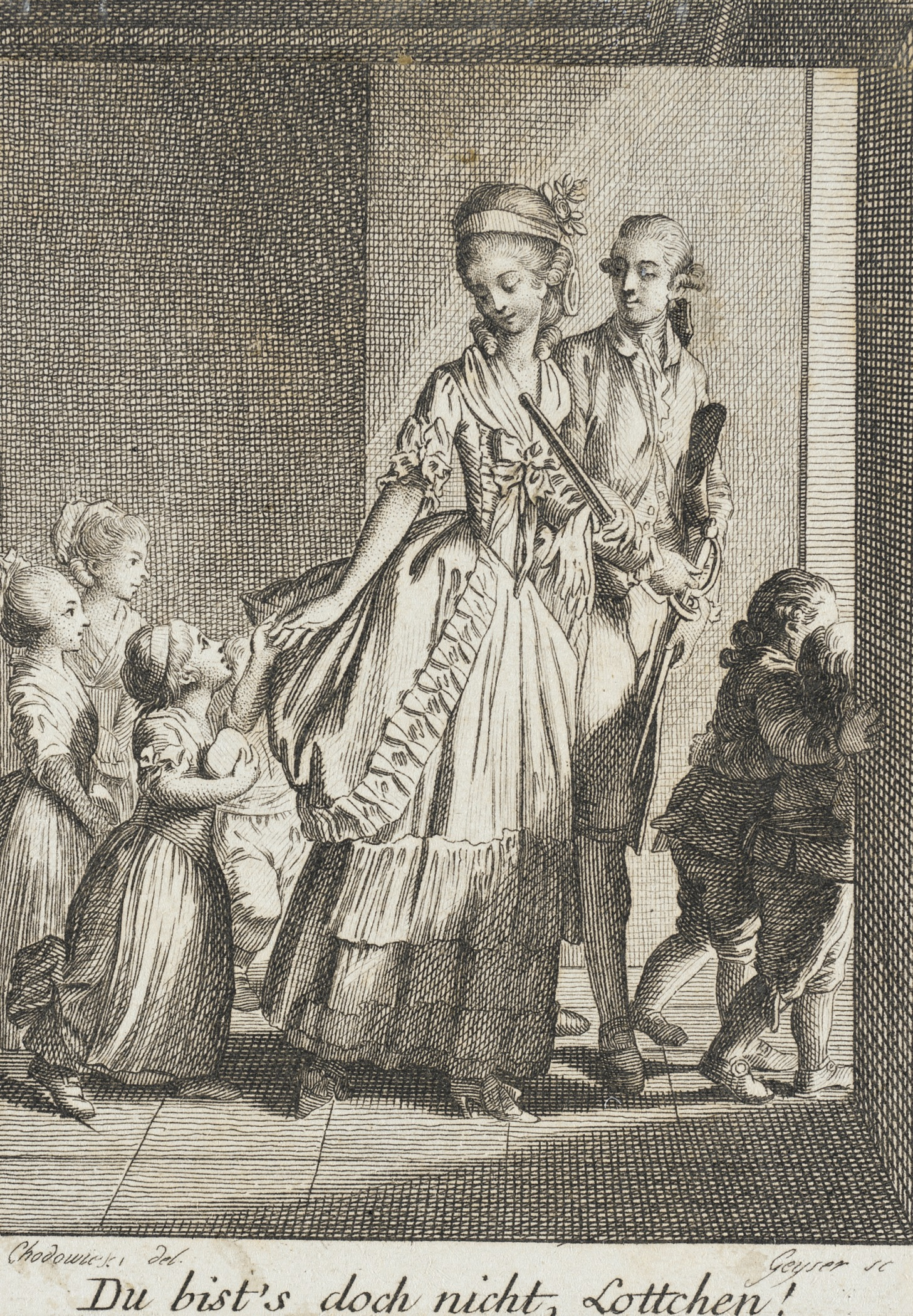
Lotte im weißen Kleid mit Schleifen und Werther (Brief am 16. Junius 1771). Illustration von Daniel Chodowiecki

Mager ist ein literarischer Enthusiast und Goethe-Bewunderer. Er zitiert oft aus den Werken des Meisters, kennt viele biographische Details und wird vom Autor deshalb ironisch als ein „gebildeter Mann“ vorgestellt, aber zugleich durch seinen Übereifer und seinen leitmotivisch wiederkehrenden Ausdruck „buchenswert“ karikiert: Für ihn ist der Besuch eine literarische Sensation und er genießt seine Schlüsselrolle im Zentrum der Neugierigen. Ständig sucht er das Gespräch mit der alten Goethe-Liebe. Als er endlich die gerade angekommene Hofrätin in ihrem Gasthofzimmer allein lässt und nicht mehr auf sie einredet, muss er noch eine letzte Frage nach der biographischen Authentizität von Werthers Abschiedsworten stellen und zeigt damit, dass er, wie viele Leser, nicht zwischen dichterischer Fiktion und Wirklichkeit differenziert.

### Doktor Riemer (Kap. 3)
Der Philologe Doktor Riemer war Hauslehrer von Goethes Sohn August. Danach hat ihn der Dichter weiter an sich zu binden gewusst, um auf seine lexikalische Gelehrsamkeit jederzeit zurückgreifen zu können. Eigenständigkeit und energische Tatkraft scheinen dem Freund des verlängerten morgendlichen Schlummers abzugehen. Obwohl er eine Universitätskarriere als Lebensziel ansieht, hat erst kürzlich eine Berufung an die Universität Rostock ausgeschlagen, weil er sich nicht von dem Charisma des Goetheschen Weimar trennen konnte. Denn er ist dem Dichterfürsten in „lebenslanger Hörigkeit“ verfallen und hat sich durch die Heirat mit Caroline Ulrich, der Gesellschafterin Christianes und Sekretärin Goethes, auch privat mit dem Haus verbunden. Wenn er seine Rolle als fleißiger Zuarbeiter des weniger arbeitssamen als genialen Dichters beklagt, liegt „[e]in etwas verdrießlicher, gleichsam maulender Zug […] um seinen Mund“. Seine Rolle als Helfer des Meisters sieht er in Goethes Gedicht „Fliegentod“ dargestellt.
Obwohl Riemer mehrmals von „Verzicht“, „Kompromiss“, „bitterer Ehre“ und „Selbstentäußerung im Dienste einer Sache“ spricht, nimmt er diese Vorwürfe, auf Nachfragen Charlottes, sogleich zurück und betont die Ehre, mit dem Meister zusammenarbeiten zu dürfen und sein Vertrauen zu genießen, sogar als Ghostwriter Briefe für ihn zu verfassen, die von den Adressaten für authentisch gehalten werden. Diese Ausnutzung projiziert er auf die Besucherin. Er hält Charlotte und sich für „Complizen in der Qual“, denn Goethe habe das Privatleben der Freundin indiskret in der Öffentlichkeit verbreitet und die Kestners damit lebenslang belastet. Aber er entschuldigt die Handlungen mit dem Vorrecht des gottähnlichen Dichterfürsten, wenn er seine Erlebnisse in der Kunst verewige. Es gebe ein „göttliches Schmarutzertum […] ein göttlich schweifendes Partizipieren an irdischem Glück, […] die Liebesleidenschaft des Götterfürsten für das Weib eines Menschenmannes, der fromm und ehrfürchtig genug ist, sich durch solche Teilhaberschaft nicht verkürzt und erniedrigt, sondern erhöht und geehrt zu fühlen“.
Riemer schwankt ständig zwischen den Gefühlen der Benachteiligung und der Bevorzugung. Mit drängendem Mitteilungsbedürfnis spricht er bewundernd über Goethe, – doch dann beginnt er, sich mehr und mehr über die Kälte, die Gleichgültigkeit und vielleicht Verachtung der „Handlanger“ zu beklagen, die von dem Großen ausgehe. In gut gesetzten Worten und gehobener Diktion berichtet er über den nihilistischen Gleichmut Goethes, der so merkwürdig mit dessen persönlicher Anziehungskraft kontrastiere. Sich mehr und mehr in Verwirrung redend, vergleicht schließlich der Goethe-Verfallene – eine Bemerkung von ihm zitierend – das Gedicht mit einem Kuss, den man der Welt gibt, und bricht ab. „Er war bleich, Schweißtropfen standen auf seiner Stirn, seine Rindsaugen blickten glotzend, und sein offener Mund, dessen sonst bloß maulender Zug dem Ausdruck einer tragischen Maske ähnlicher geworden war, atmete schwer, rasch und hörbar.“

### Adele Schopenhauer (Kap. 4)
Adeles Mitteilungen vom Weimarer Leben sind, wie diejenigen Riemers, zwiespältig. Einerseits verehrt sie den großen Meister und lobt dessen liebevollen Umgang mit ihr und seine humorvollen Auftritte in der Gesellschaft, wenn er satirische Texte vorträgt, andererseits sieht sie seine Tyrannei und Unduldsamkeit abweichenden Meinungen gegenüber („Du sollst keine anderen Götter haben neben mir“), so dass sie den weiblichen Musenverein der Hofdame Caroline von Egloffstein („Linemuse“) vor ihm verheimlicht, weil man sich dort für die romantische Literatur der neuen Zeit begeistert: „Wir sind Kinder des neuen Lebens, wir Muselinen“. Die jungen Autoren würden zwar den Meister nicht erreichen, aber eine neue Stufe repräsentieren, die „Neueres, Eigeneres zu sagen hat als eine feststarre Größe, die gebietend und wohl auch verbietend hineinragt in die frische Zeit“. Auch fürchtet Adele („Adelmuse“) den Spott des alten Geheimen Rates über dichtende Frauen, denn er habe eine „ironische Aversion gegen schöngeistige Frauenzimmer“. Ebenso vertreten die „Muselinen“ im Politischen eine andere Position als Goethe, der offenbar in Napoleon einen kongenialen Geist gesehen und gehofft habe, dass er „ein geeintes Europa unter seinem Scepter des Friedens genießen“ könne: „Es war seit Erfurt zwischen ihm und dem Cäsar ein Verhältnis von Person zu Person. Dieser hatte ihn sozusagen auf gleichem Fuße behandelt, und der Meister mochte die Sicherheit gewonnen haben, dass er für sein Geistesreich, sein Deutschtum nichts von ihm zu befürchten hatte, dass Napoleons Genius der Feind des seinen nicht war.“

### Ottilie von Pogwisch und August von Goethe (Kap. 5)
Ausführlich erzählt Adele die Geschichten ihrer geistreichen und am antifranzösischen, preußischen Patriotismus interessierten Freundin Ottilie von Pogwisch und ihres, wie sein Vater, frankophilen Verlobten August von Goethe vor dem Hintergrund der napoleonischen Kriege und der Freiheitskämpfe (Kap. 5). Sie fürchtet um das Glück Ottilies in der Ehe mit dem im Schatten des Vaters dahinlebenden, unoriginellen Stellvertreters einer übermächtigen Persönlichkeit und hoffte, als sich Ottilie zwei Jahre zuvor in den „preußischen Helden“ Ferdinand Heinke, für die „Muselinen“ das „Idealbild des vaterländisch entflammten deutschen Jünglings“, verliebte und diese in einen Lotte ähnlichen Konflikt zwischen Pflicht und Neigung geriet, auf ein Ende der Beziehung zu Augusts. Nun bittet sie Charlotte, ihren Einfluss zu nutzen, um Goethe von der Verbindung abzuraten.
Augusts Verlobung mit Ottilie („Tillemuse“), der Tochter einer alt-adligen, aber verarmten Hofdame der Großherzogin Luise in Weimar, wird vom Geheimen Rat unterstützt. Goethe, seit diesem Jahr verwitwet, möchte, dass das seinem grazilen Jungfrauenbild entsprechende „Persönchen“ (so nennt er sie scherzhaft) seine Schwiegertochter wird. August und sie sollen als Eheleute im Obergeschoss seines Hauses wohnen. Der Schwiegervater hätte damit die muntere, aparte Frau täglich um sich. Nach einem Gespräch mit Goethe unter vier Augen, über dessen Verlauf sie sich beharrlich ausschweigt, entschließt sich Ottilie, nach einer wechselhafter Beziehungsgeschichte schließlich, August zu heiraten. Über jene folgenreiche Unterredung gibt sie Adele gegenüber lediglich preis: „Laß dir mit der Nachricht genügen, daß er reizend zu mir war.“ Adele vermutet, dass die Freundin die Werbung Augusts vielleicht aus einer vom Vater auf den Sohn übertragenen Sympathie und Bewunderung, trotz der charakterlichen Unterschiede, akzeptiert und zudem in ihrer karitativ-idealistischen Neigung hofft, seine instabile Persönlichkeit stützen zu können.

### August von Goethe (Kap. 6)
Goethes Sohn macht im sechsten Kapitel Charlotte seine Aufwartung. Er kommt in Vertretung des Vaters, um die Angekommene zu begrüßen und ihr eine Einladung zum Mittagessen „im kleinen Kreis“ in drei Tagen zu überbringen. Mit dem 27-jährigen August tritt ihr das Bild des Jugendfreundes Goethe entgegen. Von Adele weiß sie, dass der großherzogliche Kammerrat von seinem Vater zusätzlich als „Adlat“, Sekretär, Stellvertreter bei amtlichen Dingen und Gehilfe für alles Mögliche eingespannt wird. Auch in geistigen Dingen ist er, bis in die Formulierungen, das Sprachrohr des alten Goethe: rückwärtsgewandt an der klassischen Literatur und an dem Modell des Fürstenhofes und nicht des neuen Verfassungsstaates orientiert und in Ablehnung der romantisch-nationalen Jugendkultur. Ebenso ordnet er sich in persönlichen Dingen dem von ihm bewunderten Genie unter, während er sich selbst bescheiden als praktischer Durchschnittsmensch bewertet. Unter anderem hat ihm der Vater die Teilnahme als Freiwilliger an den Scharmützeln im Befreiungskrieg gegen Napoleon verboten, was ihm die Verachtung der Altersgenossen eingetragen hat. Die Trinkgewohnheiten seines Sohns beanstandet Goethe jedoch nicht, auch nicht dessen Umgang mit Frauen von zweifelhaftem Ruf. Zwar kommt August auch ihr als Schablone seines Vaters vor, aber Charlotte ist – trotz einiger markanter Unterschiede – gerührt von der Ähnlichkeit zwischen dem Sohn und dem Goethe ihrer Jugendjahre. Außerdem versteht sie seine bis zum Jähzorn gesteigerte Klagen über seine offene und versteckte Diskriminierung von der feinen Gesellschaft wegen seiner volkstümlichen und mit seinem Vater in „wilder Ehe“ zusammenlebenden Mutter und der Arroganz des „Geburtsadels“ gegenüber dem Goetheschen „Verdienstadel“.
Als Gehilfe des Vaters ist August vertraut mit dem Privatleben und dem literarischen Schaffen des Vaters und er spricht mit Charlotte offen darüber, auch über dessen Beziehungen zu Friederike Brion, Lili Schönemann und Marianne von Willemer, die mit der Jugendliebe zu Charlotte Buff vergleichbar sind, und über deren Verarbeitung in der Literatur, z. B. im Schuldgefühl des untreuen Liebhabers. Charlotte und August reflektieren in diesem Zusammenhang über die Wirklichkeit und die Möglichkeiten des Lebens und über die Nutzung von Menschen als Material für die Dichtung und ihre Veröffentlichung. Für August ist dem Schriftsteller die literarische Adaption des Privaten erlaubt, Charlotte ist darüber geteilter Meinung. Einerseits gefällt sie sich als Vorlage für den berühmtesten Roman Goethes, während die anderen Freundinnen sich nur in Gedichten wiederfinden, andererseits hat sie Mitleid mit ihrem armen als Albert karikierten Mann. Die Frage nach den Möglichkeiten ist für sie nur eine Spekulation, entscheidend sei die Wirklichkeit. Wichtig für sie ist, dass sie kein Opfer war und die Entscheidung für ihr Leben selbst getroffen hat. Am Ende des Gesprächs mit August spricht sie die Frage an, ob dieser wegen seiner eigenen Person von Ottilie geliebt wird. Sie spürt dann jedoch ihre Kompetenzüberschreitung, bricht ihre Rede ab und schließt mit dem Zuspruch: „Könnt ihr euch leiden, ihr jungen Leute, so nehmt euch, tut’s ihm [Goethe] zuliebe und seid glücklich in euren Oberstuben.“

### Goethe (Kap. 7)

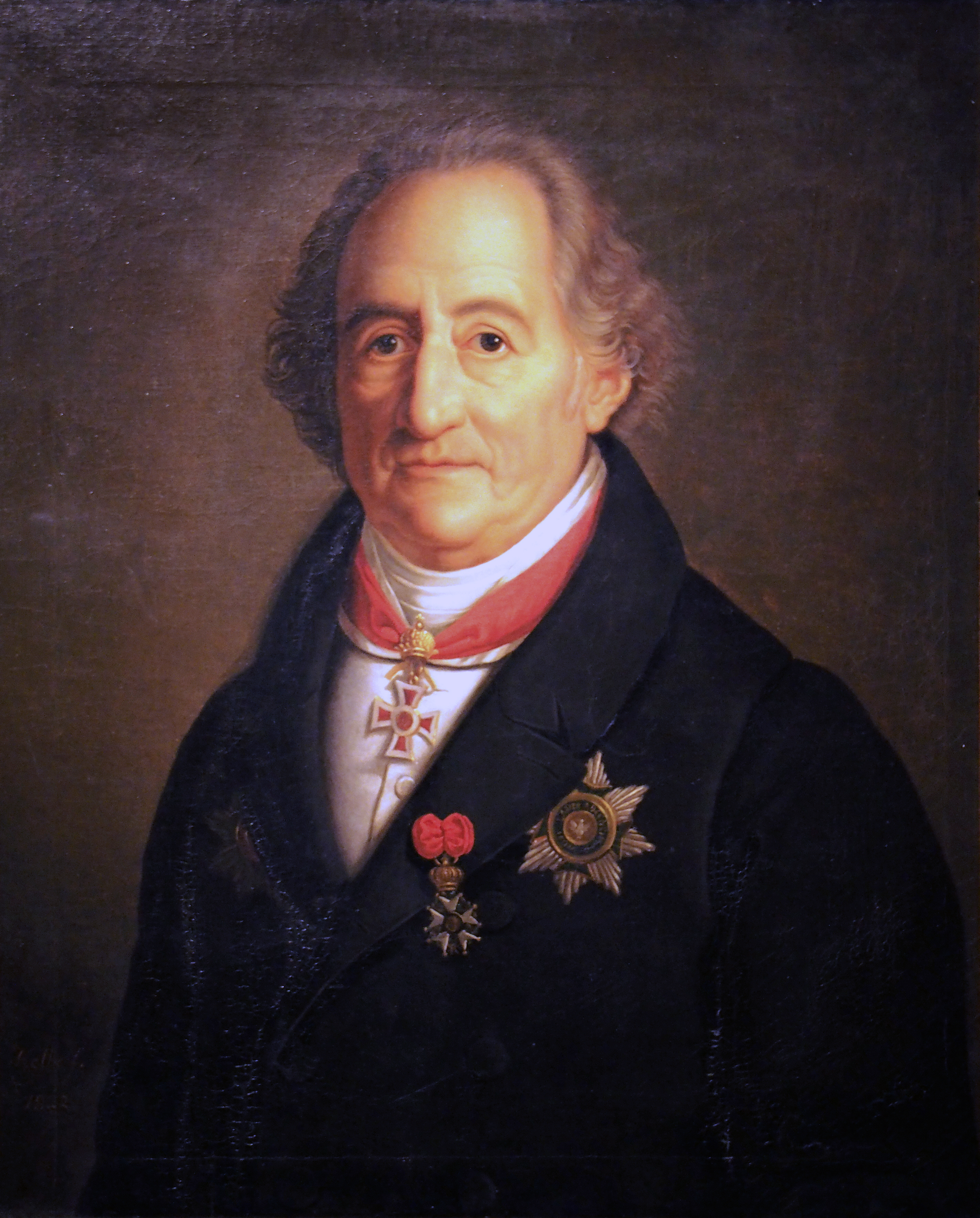
Goethe-Porträt von Heinrich Christoph Kolbe (1822)

Der 67-jährige Goethe wird in den ersten 6 Kapiteln nur indirekt, im Bild seiner Umgebung charakterisiert. Nach dieser Vorbereitung des Lesers wechselt im 7. Kapitel der Schauplatz vom Hotel zum Haus am Frauenplan. In der zeitlich zu den ersten Kapiteln parallel verlaufenden Handlung ist der Dichter gerade aufgewacht. Nach Wahrnehmung des angebrochenen Tags ist vor Beginn des Tagesgeschäftes seine „morgenfreundliche Laune getrübt und corrosiv angehaucht von ärgerlichem Sinnieren“. In einem inneren Monolog bzw. Bewusstseinsstrom, nur von Gesprächen mit seinen Hausangestellten unterbrochen, lässt er seinen Gedanken über sein Leben und seine Werke in lockeren Assoziationsreihen freien Lauf und setzt damit zum Goethebild der Außenwelt den Gegenpol einer sich ständig erneuernden Persönlichkeit:
- Sein genetisches Erbe und seine Sozialisation.
- Das geistige Leben und die Natur. Die Verbindung von Gutem und Dämonischem („Ich habe nie von einem Verbrechen gehört, das ich nicht hätte begehen können“).
- Die „Lebenserneuerung aus dem Geist“ und die wechselseitige Relation zwischen Jugend und Alter: „Gibt’s nicht Lustigeres als den Verrat an den Anhängern […] wenn man sich selbst überwindet und die Freiheit gewinnt […] Die Existenz aufgeben, um zu existieren. […] der Mensch kennt die Wiederholung seiner Zustände, die Jugend im Alten, das Alte als Jugend“. „So solltens die Deutschen halten, darin bin ich ihr Bild und Vorbild. Welt-empfangend und welt-beschenkend, die Herzen weit offen jeder fruchtbaren Bewunderung, groß durch Verstand und Liebe, durch Mittlertum, durch Geist.“ Einerseits fehlt ihm nach Schillers Tod ein ebenbürtiger Partner, andererseits fand er immer neue Anregungen und Interessen, z. B. durch die neugotischen Faust-Illustrationen von Cornelius (1816), durch die Sammlung altniederländischer Gemälde seines Freundes Sulpiz und v. a. durch persische Lyrik und viele Reiseberichte über orientalische Länder, die ihn zu Gedichten des „West-östlichen Divans“ inspirierten.
- Unzufrieden ist er mit der Rezeption einiger seiner Werke und mit gesellschaftlich-politischen Entwicklungen: Er kritisiert das Unverständnis der „grimmig[en]“ Deutschen für seine sich aus „Liebe und Parodie“ zusammensetzenden „Cultur“, wobei „Menge“ und „Cultur“, d. i. die „auserlesene Gesellschaft“, sich nicht „reimen“, und die seiner Meinung nach zu geringe Würdigung seiner naturkundlichen Studien durch die Wissenschaft. Die patriotische Begeisterung der jungen Leute im Kampf gegen Napoleon missfällt ihm genauso wie umstürzlerische republikanische Ideen, die Durchschnittsmenschen an der Leitung der Staaten beteiligen wollen und die Ordnung gefährden.
- Er reflektiert seine Faust II-Konzeption. Fausts Dienst an der Kaiserpfalz einerseits, die Welt der Antike mit Helena andererseits. Damit verbindet er Gedanken über männliche und weibliche Schönheit und das Motiv der Verführung am Beispiel der Ballade Der Gott und die Bajadere: „die erlittene, die tätig zugefügte –, süße, entsetzliche Berührung, von oben kommend, wenns den Göttern so beliebt: Es ist die Sünde, deren wir schuldlos schuldig werden“.

Dazwischen erteilt er seinem Diener Ferdinand, genannt Carl, Aufträge, diktiert ihm einen Entwurf an seinen Fürsten über den Fall Oken, kritisiert seinen Sekretär John wegen dessen Kritik an der Adelsherrschaft und seiner Sympathie für einen Verfassungsstaat.
Anschließend überbringt ihm sein Sohn die Nachricht von Charlottes Ankunft. Goethe reagiert zuerst nicht darauf und spricht mit August über Dinge, die ihn gerade interessieren: ein prächtiger Kristall für seine Mineralien-Sammlung und der Kostümball des Fürsten und er macht phantasievolle Vorschläge für den Mummenschanz. Von August mehrmals an Charlottes Brief erinnert, entscheidet er sich für die „übliche an distinguierte Weimar-Pilger: eine Einladung zum Mittagessen“ in kleiner Runde, die sein Sohn persönlich überbringen soll, und kommentiert: „Die Vergangenheit verschwört sich mit der Narrheit gegen mich, um Trouble und Unordnung zu stiften. Konnt' sie sich’s nicht verkneifen, die Alte, und mir’s nicht ersparen?“

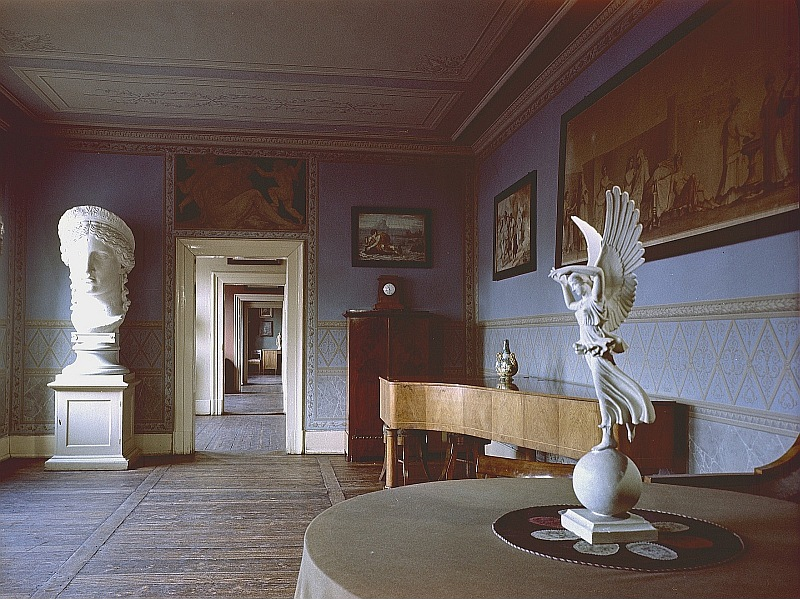
Junozimmer

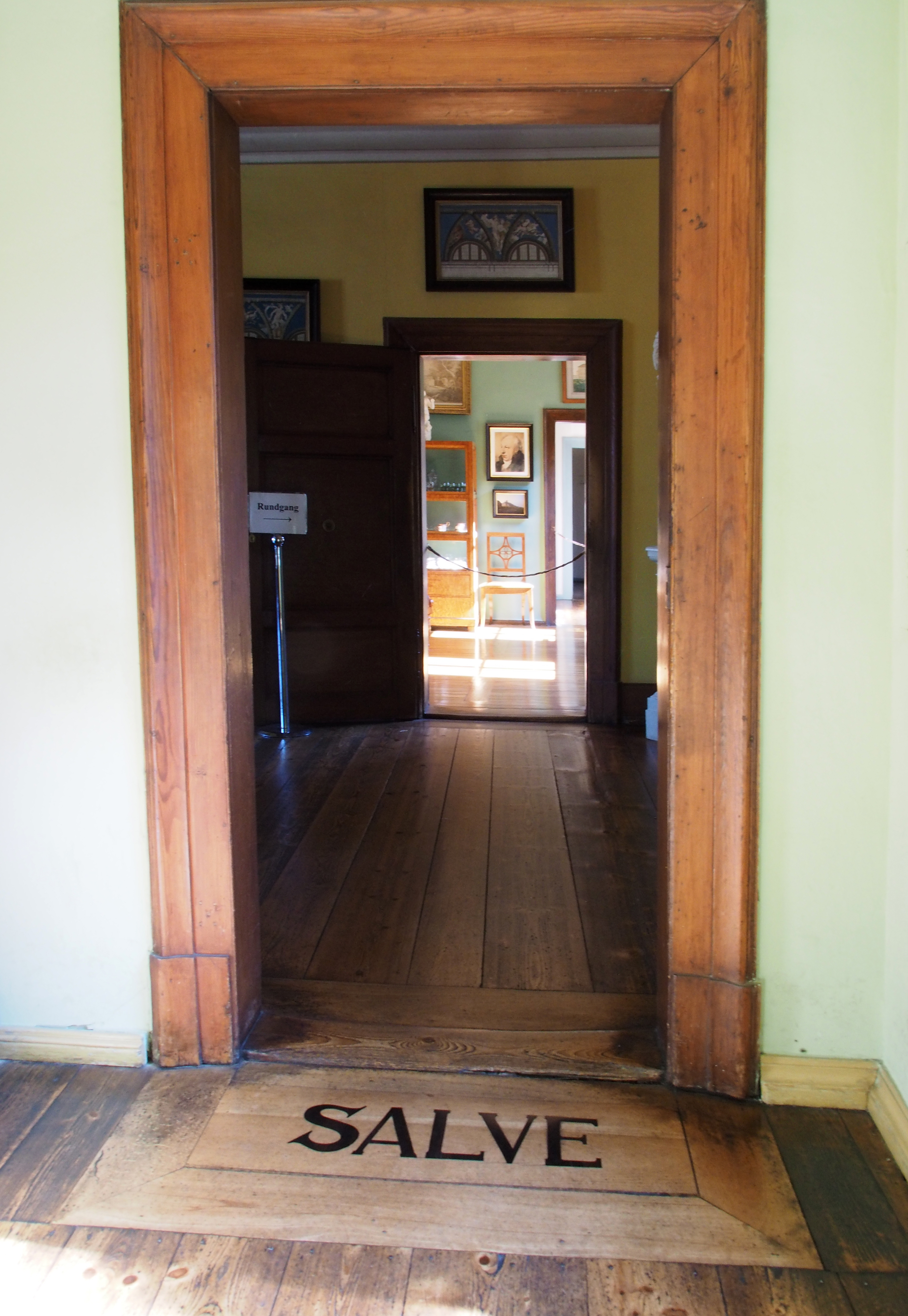
Eingang zum Gelben Saal

### Mittagessen im Goethehaus (Kap. 8)
Die Zeit bis zum Treffen mit Goethe verbringt Charlotte bei ihrer Schwester Amalie Ridel mit Erinnerungen an ihre Geschwister und deren Kinder und Spaziergängen durch Weimar. Am 25. September trifft sich die eingeladene Gesellschaft im Goethehaus und wird von August in der Rolle des Hofmeisters empfangen und ins „Junozimmer“ geführt. Charlotte trägt ihr weißes Kleid als scherzhafte Erinnerung an die Freundschaft und ist neugierig auf den 67-jährigen alten Freund und seine humorvolle Reaktion. Professor Meyers Charakterisierung „Ein Mensch […] der jeden Tag, ja jede Stunde ein anderer ist, wird auch ein anderer geworden sein nach vierundvierzig Jahren“ bestätigt sich für Charlotte, als der Hausherr seinen ihn erwartenden Gästen gegenübertritt: Sie „erkannte ihn und erkannte ihn nicht.“ Der gesamte Ablauf hat etwas Zeremonielles, distanziert diplomatisch Unpersönliches: Goethe heißt sie und ihre Tochter mit großer Geste in seinem Haus willkommen. Ihr beider Besuch sei ein „freudig-werte[r] Anlass“ für das „heitere Beisammensein“ der „liebe[n] Freunde“. Auch in der Sitzordnung werden Charlotte und ihre Schwester als Tischnachbarinnen des Hausherrn an der mit „mehr als bürgerlicher Eleganz“ gedeckten Tafel im „Gelben Saal“ hervorgehoben, aber es kommt nicht zu einem persönlichen Gespräch über die alte Freundschaft. Goethes patriarchalische Reden in „wohlgeordnete[r] Sprechweise“ gelten meist der ganzen, gespannt mit „Liebe und Freude“ an seinen Lippen hängenden 16-köpfigen Tafelrunde, der er hausväterlich vorsitzt. Er erklärt die Herkunft der Weine und des Eger Tafelwassers, verbindet dies mit Reiseanekdoten aus Böhmen, Schillers Wallenstein und der Geschichte des einzigen Überlebenden eines Judenpogroms in Eger, der von der reuigen Stadt die Bürgerrechte verliehen bekam. Im Zusammenhang mit dem Schillerdrama empfiehlt er Charlotte das Weimarer Theater und bietet ihr seine Loge an. Charlotte beobachtet die Kombination von Geistigem und weltlich Repräsentativem in Goethes Auftreten und die unterwürfige Begeisterung seiner ihm lauschenden Gäste, der auch sie sich nicht entziehen kann, mit gemischten Gefühlen und fragt sich, ob es nicht „geschmeichelter Knechtssinn“ ist. Bestätigt findet sie diesen Verdacht, als die Gäste über das von ihnen als lästerlich und absurd empfundene von Goethe vorgetragene Zitat eines Chinesen, „[d]er große Mann [sei] ein öffentliches Unglück“, ausgelassen lachen.
Nach Tisch erklärt zeigt Goethe seinen Gästen seine Kupferstich-, Münzen- und Carlsbader Glasbechersammlungen. Auch daran wird Charlotte deutlich, dass für ihn Schönheit und Liebe vorwiegend geistige und kunst-ästhetisch-metaphorische Erfahrungen sind. Als Abschluss und einzige persönliche Geste, will er ihnen den von ihm „treulich […] in Ehren“ gehaltenen Schattenriss der Familie Kestner zeigen, den er allerdings „im Durcheinander von bildlichen Dokumenten und Souvenirs“ nur mit Charlottes Hilfe findet. Dann verabschiedet er sich mit den Worten „leben sie wohl […] Zu lange hat das Leben uns auseinandergehalten, als dass ich nicht von ihm fordern müsste, Ihnen während ihres Aufenthaltes wiederholt begegnen zu dürfen. Zu danken ist nichts“.

### Traumgespräch (Kap. 9)
Ihre Enttäuschung über den Besuch beim Jugendfreund teilt Charlotte ihrem Sohn August in einem Brief mit: „Nur so viel, ich habe eine neue Bekanntschaft von einem alten Manne gemacht, welcher, wenn ich nicht wüsste, dass es Goethe wäre, und auch dennoch, keinen angenehmen Eindruck auf mich gemacht hat […] in seiner steifen Art“.
Der Autor resümiert zu Beginn des 9. Kapitels: „Charlotte blieb noch bis gegen Mitte Oktober in Weimar […] Wir wissen nicht allzuviel über den Aufenthalt der berühmten Frau in der ebenfalls so berühmten Stadt; […] war er auch hauptsächlich dem Zusammensein mit den lieben Verwandten gewidmet, so hören wir doch von mehreren kleineren und selbst ein paar größeren Einladungen, denen sie in diesen Wochen freundlich beiwohnte, und die sich in verschiedenen gesellschaftlichen Cirkeln der Residenz abspielten. […] Den Freund von Wetzlar sah sie bei keinem dieser Ausgänge wieder. […] Aber auch der Jugendfreund hat ihr einmal, fast schon zu ihrer Überraschung, in diesen Wochen geschrieben“ und sie gebeten, sich zum Theaterabend am 9. Oktober seiner Kutsche zu bedienen. Er selbst könne nicht teilnehmen, er sei aber oft in Gedanken bei ihr gewesen. Gespielt wird Körners Trauerspiel Rosamunde und sie grübelt als Reaktion darauf über die „Grenzen der Menschheit, […] jenseits welcher weder Himmel noch Hölle oder sowohl Himmel wie Hölle [liegen].“ Auf der Rückfahrt träumt sie, neben Goethe zu sitzen und das bisher vermisste persönliche Gespräch zu führen: Während er ihr Wiedersehen als „ein klein Capitel, fragmentarisch“ bezeichnet, gesteht sie ihm, dass sie nach Weimar kam, „um eine Lust zu büßen, die [ihr] längst die Ruhe stahl: […] in deiner Größe dich, worein das Schicksal [ihr] Leben hat verwoben, heimzusuchen und dieser Geschichte einen leidlich versöhnlichen Abschluss zur Beruhigung für [ihren] Lebensabend auszufinden.“ Sie wollte noch einmal ihrer Lebensmöglichkeit als Lotte nachspüren und sie mit ihrer Wirklichkeit vergleichen. Jetzt wird ihr bewusst, dass sie in einer Reihe mit ähnlichen Frauengestalten steht, denn Goethe erklärt ihr, dass sie alle „nur Eine in [s]einer Liebe – und in [s]einer Schuld“ sind: „Dies Leben ist nur Wandel der Gestalt, Einheit im Vielen, Dauer in dem Wandel.“ Charlotte sieht in dieser Philosophie der Entsagung zwar einen Gewinn für den großen Künstler, aber die Gefahr für die „Geringen“, zu verkümmern wie Friederike Brion: „Es ist etwas Fürchterliches um die Verkümmerung, das sage ich Dir! Und wir Geringen müssen sie meiden und uns ihr entgegenstemmen, aus allen Kräften. […] Bei Dir, da war es was anderes. […] Dein Wirkliches [das Lebenswerk], das sieht nach was aus. Nicht nach Verzicht und Untreue, sondern nach lauter Erfüllung und höchster Treue.“ In Goethes Hausgesellschaft habe sie sich nicht wohlgefühlt, denn es rieche dort in seiner Nähe allzu sehr nach Menschenopfer. Goethe erwidert darauf, auch er opfere sich wie die Licht verbreitende, aber sich verzehrende Kerze: „Einst verbrannte ich dir und verbrenne dir alle Zeit zu Geist und Licht.“ Alles sei Metamorphose: „In meinem ruhenden Herzen, teure Bilder, mögt ihr ruhen – und welch freundlicher Augenblick wird es sein, wenn wir dereinst wieder zusammen erwachen.“ Mit dem Ausblick auf ein Wiedersehen im Jenseits flüstert seine Stimme, bevor sie „verhaucht“: „Friede deinem Alter!“.
Der Wagen hält vor dem Hotel und Mager empfängt die Frau Hofrätin als Werthers Lotte.

## Entstehungsgeschichte und autobiographische Bezüge
Nach Von der Lühes Untersuchung der Entstehungsgeschichte unter Berücksichtigung u. a. des Kommentars von Frizen ist die Idee vermutlich bereits 1932 entstanden, Lotte in Weimar als lustspielhaftes Gegenstück zum Tod in Venedig zu verfassen: als „eine intellektuelle Komödie, um mit den Mitteln der Komik und Parodie der Problematik bedrohter Künstlerwürde zu begegnen“.
Thomas Manns Goetheporträt ist in vielen Zügen auch Selbstanalyse. Mann fühlte sich Goethe wesensverwandt. In dem autobiographischen Text Die Entstehung des Doktor Faustus (1949) berichtet er, „die besten Kapitel von Lotte in Weimar […] unter den, Unerfahrenen nicht zu beschreibenden Qualen einer wohl über ein halbes Jahr sich hinziehenden infektiösen Ischias geschrieben“ zu haben. „Nach Nächten, vor deren Wiederholung mich Gott bewahre, […] und in irgendeiner schräg angepaßten Sitzmanier an meinem Schreibtisch vollzog ich danach die Unio mystica mit Ihm, ‚dem Stern der schönsten Höhe‘“. Eine weitere Eigenschaft, die Gauklerei, hat Mann auch bei Goethe entdeckt und lässt sie von Riemer Charlotte Kestner vortragen: man vernehme von Goethe oft Äußerungen, „die den Widerspruch zu sich selber schon in sich enthalten, – ob um der Wahrheit willen [angesichts der Antinomien des Lebens] oder aus einer Art von Treulosigkeit und – Eulenspiegelei.“
Am Beispiel der zum Goethe-Kult gesteigerten individuellen und kollektiv-nationalen Verehrung des 19. Jhs. führte der Autor im amerikanischen Exil seinen Plan aus, wobei sich „Lebens-, Werk- und Zeitgeschichte“ durchdrangen und „das Verhältnis von Dichtung und Wahrheit zu einem Vexierspiel mit beiden werden“ ließ. Deutlich erkennbar ist dies im 7. Kapitel in Manns Goethe in den Mund gelegter Kritik an den Deutschen, die sich „jedem verzückten Schurken gläubig hingeben, der ihr Niedrigstes aufruft, sie in ihren Lastern bestärkt und sie lehrt, Nationalität als Isolierung und Rohheit zu begreifen, - dass sie sich immer erst groß und herrlich vorkommen, wenn all ihre Würde gründlich verspielt […] Unseliges Volk, es wird nicht gut ausgehen mit ihm, denn es will sich selber nicht verstehen“. Auch die Äußerungen Goethes im 8. Kapitel, „schwer zu ergründen sei angesichts des so erheblichen Beitrags, den [die Juden] der allgemeinen Gesittung geleistet, die uralte Antipathie, die in den Völkern gegen das jüdische Menschenbild schwele und jeden Augenblick bereit sei, in tätigen Hass aufzuflammen“ und ihn überkomme zuweilen die Angst, „es möchte eines Tages der gebundene Welthass gegen das andere Salz der Erde, das Deutschtum, in einem historischen Aufstande frei werden“, sind offenbar Thomas Manns eigene zeitbezogene Gedanken.

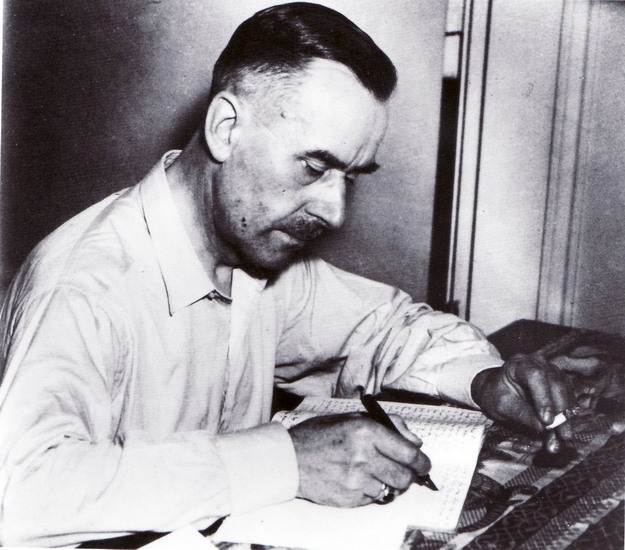
Thomas Mann (um 1939)

In diesem Zusammenhang floss die „Wirklichkeit des Weltgeschehens“ in den Roman ein, die das Grundproblem der „unauflösbare[n] Ambivalenz der modernen Künstlerexistenz“ zwischen Leiden und Größen der Meister und Genies und ihre Aufopferung für die Kunst, wie Thomas Mann seit 1933 sein Dilemma sieht, ins Extreme steigerte. V. a. das 7. Kapitel ist nach Von der Lühe ein „Werk des Exils“ denn die Demontage des Dichterfürsten, der „Wechsel zwischen Verehrung und Verachtung“, überprüfe auch das „Goethe Bild des deutschsprachigen Exils“, den Dichter als „Repräsentant eines besseren Deutschlands“. Dabei legte der Autor Goethe ein Problembewusstsein und eigene Gedanken zum Nationalsozialismus in den Mund, die fälschlicherweise von Rezipienten als Goethe-Zitate (z. B. „Wo ich bin…“) verstanden wurden.
Nach Frizen ist der Goethe-Roman ein Produkt seiner eigenen Wirkungsgeschichte, ein „Diskurseffekt“: „Er ist im elementaren Sinne ein Kunstprodukt, denn Thomas Mann collagiert ihn aus Zitaten und Lesefrüchten der unterschiedlichsten Art: aus Werk- und Selbstzitaten, aus den Gesprächen mit Eckermann, aus den Kompendien der Goethe-Philologie des 19. Jhs. und aus Selbstäußerungen Thomas Manns. Intertextualität, Zitatismus, Mimikry, wechselseitige Spiegelungen.“ Manns Goethe-Roman spiele mit „Gattungsnormen“ (Biographie, historischer Roman: Schilderung der Zeit- und Familiengeschichte aus den Perspektiven Adele Schopenhauers und August von Goethes, Komödie des Besucherreigens) ebenso mit dem „Mythos des Götterlieblings“,
Die Goethe-Rezeption und -Desillusionierung verbindet Thomas Mann mit aktuellen Bezügen zur von Adele Schopenhauer im 5. Kap. ausführlich geschilderten Situation der Weimarer Elite während der napoleonischen Kriege: dem Wechsel von der Sympathie für Napoleon und seiner politisch-gesellschaftlichen Neuordnung Europas unter französischer Führung, bzw. der auch von Goethe vertretenen Humboldtschen Idee eines Weltbürgertums zu einem preußisch orientierten Nationalismus, die negativen Erfahrung des Krieges und der Besetzung sowohl durch freundliche als auch feindliche Truppen. Die Isolation des alten Goethe gegenüber der romantisch-nationalbewussten Jugend spiegelt sich in Manns Bekenntnis aus dem Jahr 1936: „Man ist nicht deutsch, indem man völkisch ist“. V. a. die Kapitel 7 und 8 können als „Kommentare zum Zeitgeschehen“ gelesen werden. In der Fiktion werde Goethe „zum Sprachrohr gegenwärtiger politisch-künstlerischer Selbstverständigungsbemühungen“, aber zugleich würden „die eigenen aktuellen Nöte in der Goethe-Nachfolge, in der fiktiven ›unio mystica‹ mit dem großen Vorbild objektiviert“. Durch die Verbindung mit der Fiktion lasse der Autor seine Ansichten durch Goethe aussprechen. Dadurch werde „jene nationale Kulturtradition im Raume der Kunst bewahrt, deren Zerstörung mit der Etablierung des nationalsozialistischen Regimes programmatisch erfolgt war.“ Durch das „raffinierte Spiel mit Dichtung und Wahrheit“ gelange Mann zu einer „subversiven, aber zugleich radikalen ästhetischen und politischen Opposition gegen die Usurpation Goethes und der Weimarer Klassik durch die nationalsozialistische Ideologie und Politik.“

## Historischer Hintergrund

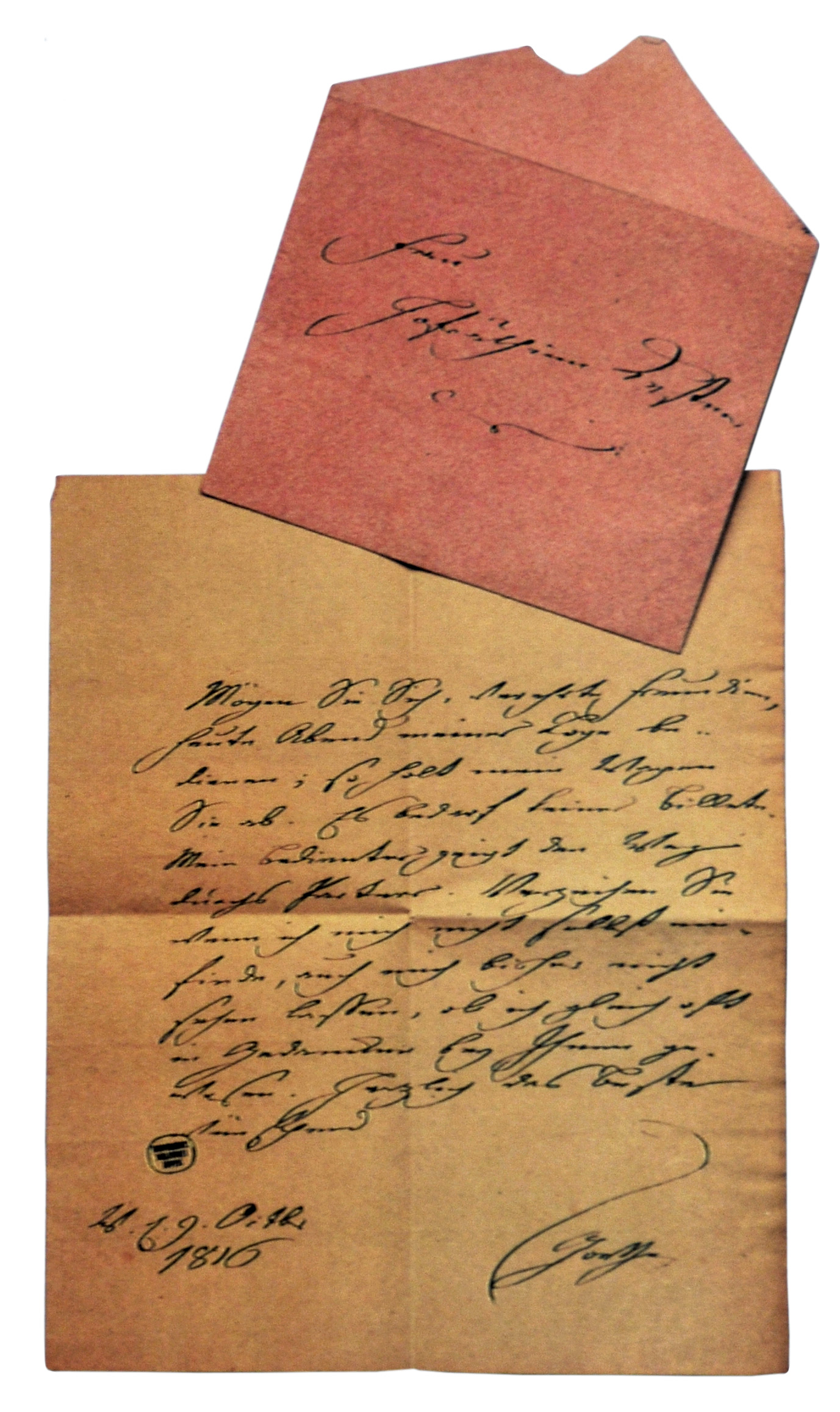
Nachricht Goethes vom
9. Okt. 1816 an Charlotte Kestner

Charlotte Kestners Aufenthalt in Weimar, 44 Jahre nach dem Erscheinen des Werther, ist historisch verbürgt. Sie besuchte im September und Oktober 1816 zusammen mit ihrer Tochter Clara ihre mit dem Geheimen Kammerrat Cornelius Johann Rudolph Ridel seit 1791 verheiratete jüngste Schwester Amalie. Der junge Lizenziat der Rechte Ridel war auf die Bitte von Charlottes Ehemann Johann Christian Kestner von Goethe seinem Fürsten empfohlen worden und erhielt 1787 eine Anstellung als Hofrat und Prinzenerzieher. 1799 wechselte er in die sachsen-weimarische Kammerverwaltung und bezog mit seiner Familie eine Wohnung im Haus mit der Palme in der Weimarer Schloßgasse 4.
1816 war Goethes private Situation problembelastet: Seine Frau Christiane starb im Juni 1816 nach langer Krankheit, sein Sohn August warb lange vergeblich um Ottilie von Pogwisch, bis diese schließlich der Heirat im Juni 1817 zustimmte. Literarisch hatte sich Goethe weit von der Sturm-und-Drang-Zeit entfernt. Er interessierte sich für persische Lyrik und schrieb zusammen mit seiner Muse Marianne von Willemer Gedichte für die 1819 veröffentlichte Anthologie West-östlicher Divan. Über den Besuch Charlotte Kestners in Weimar sind keine detaillierten Aussagen Goethes überliefert. In seinem Tagebuch erwähnt er am 25. September jenes Jahres als einen Termin u. a. „Mittag Riedels und Mad. Kästner von Hannover“. Im Besitz der Universitätsbibliothek Leipzig befindet sich eine Nachricht von Goethes Hand an Charlotte Kestner: „Mögen [im Roman steht dafür ‚Wenn‘] Sie sich, verehrte Freundin, heute abend meiner Loge bedienen, so holt mein Wagen Sie ab. Es bedarf keiner Billette. Mein Bedienter zeigt den Weg durchs Parterre. Verzeihen Sie, wenn ich mich nicht selbst einfinde, auch mich bisher nicht habe selbst sehen lassen, ob ich gleich oft in Gedanken bei Ihnen gewesen. Herzlich das Beste wünschend – Goethe. W.d.9. Oktober 1816“.
Thomas Mann weist in einem Brief an die Ur-ur-Enkelin Charlottes auf einige Unterschiede zwischen Wirklichkeit und Dichtung hin: „Zu dem Mittagessen waren tatsächlich nur die Verwandten Charlottes, bei denen sie am 22. September eingetroffen war, geladen. Sie wohnte bei diesen und nicht, wie ich es darstellte, im Gasthaus zum Elephanten. Auch fand das Mittagessen nur in diesem engsten Kreise statt und war kein Diner von sechzehn Personen, wie ich es geschildert habe. Begleitet war Charlotte Kestner nicht von ihrer älteren Tochter Charlotte, sondern von einer jüngeren namens Clara. […] Das Billet, das Charlotte aus dem Elephanten nach ihrer Ankunft an Goethe richtet, ist von mir frei erfunden.“

## Rezeption
Wie alle Werke Manns in Deutschland bis zum Ende der Naziherrschaft verboten, wurde der Roman 1946 im Zusammenhang mit dem Nürnberger Prozess gegen die Hauptkriegsverbrecher Gegenstand besonderen Interesses, nachdem der Hauptankläger des britischen Königreiches, Sir Hartley Shawcross, am Ende seines Schlussplädoyers am 27. Juli 1946 unwissentlich Passagen aus dem Roman als Goethezitate ausgegeben hatte:
"Vor vielen Jahren sagte Goethe vom deutschen Volk, daß eines Tages sein Schicksal es ereilen würde:
Das Schicksal wird sie schlagen, weil sie sich selbst verrieten und nicht sein wollten, was sie sind. Daß sie den Reiz der Wahrheit nicht kennen, ist zu beklagen, dass ihnen Dunst und Rauch und berserkerisches Unmaß so teuer ist, ist widerwärtig. Daß sie sich jedem verrückten Schurken gläubig hingeben, der ihr Niedrigstes aufruft, sie in ihren Lastern bestärkt und sie lehrt, Nationalität als Isolierung und Roheit zu begreifen, ist miserabel.
Mit welch prophetischer Stimme hat er gesprochen – denn dies hier sind die wahnwitzigen Schurken, die genau diese Dinge ausgeführt haben."
Der Ankläger nannte die Fundstelle des Zitates nicht. Eine Woche später wurde bekannt, dass es dem Goethe-Monolog des 7. Kapitels aus Thomas Manns Roman „Lotte in Weimar“ entnommen war, wo es wie folgt lautet:
Das Schicksal wird sie schlagen, weil sie sich selbst verrieten und nicht sein wollten, was sie sind. Daß sie den Reiz der Wahrheit nicht kennen, ist zu beklagen, dass ihnen Dunst und Rausch und all berserkerisches Unmaß so teuer ist, ist widerwärtig. Daß sie sich jedem verzückten Schurken gläubig hingeben, der ihr Niedrigstes aufruft, sie in ihren Lastern bestärkt und sie lehrt, Nationalität als Isolierung und Roheit zu begreifen, […] ist miserabel.
Noch eine weitere Passage aus dem 7. Kapitel hatte Shawcross in seinem Plädoyer wiedergegeben, indem er ganz am Ende der Hoffnung Ausdruck gab, es möchten
"jene anderen Worte von Goethe zur Tat werden, nicht allein, wie wir hoffen, für das deutsche Volk, sondern für die gesamte Menschheit:
So sollten es die Deutschen halten... weltempfangend und weltbeschenkend, die Herzen offen jeder fruchtbaren Bewunderung, groß durch Verstand und Liebe, durch Mittlertum und Geist – so sollten sie sein, das ist ihre Bestimmung.
Die Londoner Tageszeitung Times, die am 29. Juli 1946 Auszüge aus Shawcross' Plädoyer abdruckte, wies später in ihrer Literaturbeilage (Times Literary Supplement 12. Oktober 1946) noch einmal auf seinen Irrtum hin. Die Süddeutsche Zeitung widmete sich der Angelegenheit in ihrer Ausgabe vom 30. Juli 1946.

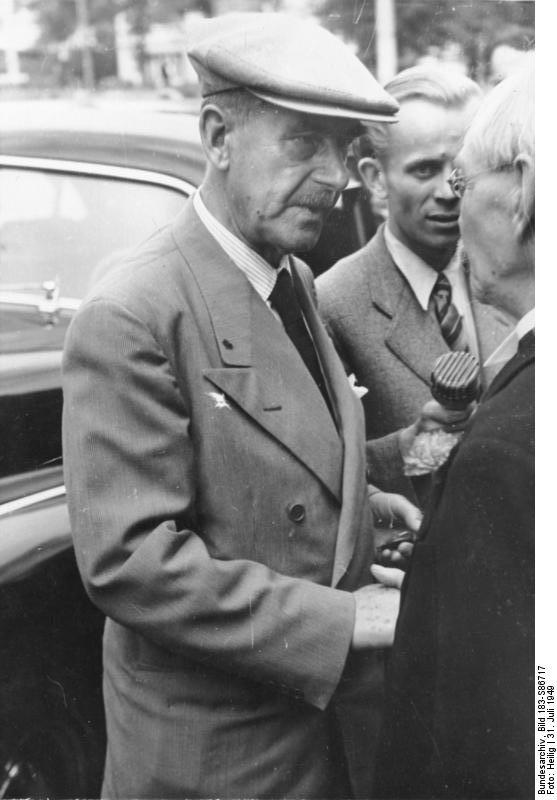
Thomas Mann in Weimar (31. Juli 1949)

„In Londoner offiziellen Kreisen schuf“, wie Thomas Mann später in der „Entstehung des Doktor Faustus“ schrieb, die Meldung, „daß Shawcross nicht Goethe, sondern meinen Roman zitiert habe, … gelinde Verlegenheit“. Vom britischen Botschafter in Washington erhielt Thomas Mann am 16. August 1946 in seinem kalifornischen Exil einen Brief mit der Bitte „um Aufklärung. In meiner Antwort gab ich zu, die ‚Times‘ hätten recht, es handele sich um eine von ihren Urhebern gutgemeinte Mystifikation. Doch verbürgte ich mich dafür, daß, wenn Goethe nicht wirklich gesagt habe, was der Ankläger ihm in den Mund gelegt, er es doch sehr wohl hätte sagen können, und in einem höheren Sinn habe Sir Hartley also doch richtig zitiert.“ Mann räumte allerdings ein, „komische Verwirrung (…) angerichtet“ zu haben und dass die Angelegenheit „ein peinliches Vorkommen“ bleibe. Unsicher ist bis heute, ob Erika Mann, die Tochter Thomas Manns, die als Pressebeobachterin dem Prozess beiwohnte, eine Rolle bei der Aufklärung von Shawcross' Irrtum spielte. Über sein Zustandekommen schrieb Thomas Mann in der „Entstehung des Doktor Faustus“ Folgendes:
Schon während des Krieges hatten einzelne Exemplare des Romans, aus der Schweiz eingeschmuggelt, in Deutschland kursiert, und Hasser des Regimes hatten aus dem großen Monolog des Siebenten Kapitels, worin das Authentische und Belegbare sich ununterscheidbar mit dem Apokryphen, wenn auch sprachlich und geistig durchaus Angepaßten mischt, einzelne dem deutschen Charakter recht nahetretende und Unheil prophezeiende Dikta ausgezogen, sie vervielfältigt und sie unter dem Tarnungstitel „Aus Goethes Gesprächen mit Riemer“ als Flugblatt unter die Leute gebracht. Ein Durchschlag davon oder die Übersetzung des eigenartigen Falsums war dem britischen Ankläger … vorgelegt worden, und guten Glaubens, verführt durch das Schlagende der Äußerungen, hatte er in seinem Plaidoyer ausgiebige Anführungen daraus gemacht.
In der deutschen Öffentlichkeit wurde die „Anklage Goethes gegen die Deutschen“ mit geteiltem Echo aufgenommen: Einige betrachteten das Zitat als zutreffende Beschreibung der Mentalität während der Nazijahre und letztlich gerechtfertigte Kritik, andere sahen Shawcross' Missgeschick als einen Beleg dafür, dass der Nürnberger Prozess „Siegerjustiz“ und eine „inszenatorische Darbietung“ mit vorher feststehendem Ausgang gewesen sei.
In den 1960er Jahren entzündete sich eine ähnliche Debatte an dem Eingeständnis des monologisierenden Roman-Goethe: „Ich habe nie von einem Verbrechen gehört, das ich nicht hätte begehen können.“ Bei Goethe selbst, in den Maximen und Reflexionen, findet sich indes nur: „Man darf nur alt werden, um milder zu sein; ich sehe keinen Fehler begehen, den ich nicht auch begangen hätte.“ Allerdings auch: „Der Handelnde ist immer gewissenlos; es hat niemand Gewissen als der Betrachtende.“ Das Salzburger Volksblatt und die Deutsche National-Zeitung und Soldatenzeitung schrieben 1965 von einem „erbärmliche(n) Betrug“: „Mann fälschte Goethe in antideutschem Sinn“ [27. August 1965]. Louis Glatt nannte Manns Formulierung 1966 ein „unwürdiges Attentat auf die geistige und sittliche Gestalt Goethes“ („Zur Echtheit eines Goethe-Zitats bei Thomas Mann“, in: „Neue Folge des Jahrbuchs der Goethe Gesellschaft“ vom 28. August 1966, S. 310–314).

## Adaptionen

### Film
- 1975: Lotte in Weimar, DEFA. Regie: Egon Günther. Besetzung: Lilli Palmer (Lotte), Martin Hellberg (Goethe) u. a.[16]

### Theater
- 2013: Lotte in Weimar (Werther revisited). Schauspiel von John von Düffel nach dem gleichnamigen Roman für die Bühne bearbeitet unter Verwendung von Die Leiden des jungen Werthers.

UA: Theater Lübeck 2013 Regie: Pit Holzwarth.

### Lesung
- 2004: Sprecher: Gert Westphal.[18]

### Hörspiel
- 2004: Regie: Christian Jauslin. Sprecher: Dinah Hinz, Susanne Fröbe, Michael Maassen. (81 Min).[19]

## Ausgaben
- Thomas Mann: Lotte in Weimar. Roman. Bermann-Fischer, Stockholm 1939 (Erstausgabe)
- Thomas Mann: Lotte in Weimar. Text und Kommentar. Große Kommentierte Frankfurter Ausgabe in zwei Bänden. Herausgegeben von Werner Frizen. S. Fischer Verlag, Frankfurt am Main 2003, Textband ISBN 3-10-048336-7, Kommentarband ISBN 3-10-048335-9.